# Deutsche Gesellschaft für Gartenkunst und Landschaftskultur
Die Deutsche Gesellschaft für Gartenkunst und Landschaftskultur e. V. (DGGL) ist ein gemeinnütziger Verein in Deutschland, aktiv in allen deutschen Bundesländern und mit einer Bundesgeschäftsstelle in Berlin. Der Verein ist ein berufs- und parteipolitisch neutraler Bundesverband und steht allen offen, die sich von seinen Zielen und Aktivitäten angesprochen fühlen und sich engagieren wollen.

## Geschichte
Die DGGL bzw. die Vorgängerorganisation der Deutschen Gesellschaft für Gartenkunst und Landschaftskultur wurde am 10. Mai 1887 in Dresden von 32 Mitgliedern als Verein deutscher Gartenkünstler (VdG) gegründet, initiiert von Max Bertram, Johann Carl Friedrich Bouché und Carl Hampel. Ihnen ging es vornehmlich um die Erhaltung der gartenkünstlerischen und landschaftskulturellen Werte. Gründungsmitglieder waren u. a. die aus der berühmten Gärtner-Dynastie der Sckells stammenden Brüder Julius und Armin Sckell sowie Willi Wendt. 
1904 kam es zu kontroversen Diskussionen um die Ziele und die künftige Ausrichtung des Vereins. Gartenarchitekten um Fritz Encke, Carl Heicke und Julius Trip verließen den Verein und gründeten 1906 die Deutsche Gesellschaft für Gartenkunst (DGfG). Die verbliebenen Mitglieder führten den Verein unter dem alten Namen weiter, bis sich 1910 beide Vereine vereinigten. Erster Vorsitzender war Gustav Friedrich Krause, Königlich Sächsischer Hofgartendirektor. 
Eine Namenserweiterung zu Deutsche Gesellschaft für Gartenkunst und Landschaftspflege (DGGL) fand 1948 statt. 1955 erfolgte die Auflösung des Vereins, d. h. der DGfG, und die Neugründung als „Deutsche Gesellschaft für Gartenkunst und Landschaftskultur“, kurz DGGL. 
Vergleichbare Aktivitäten fanden ab 1978 in der DDR im Zentralen Fachausschuss „Dendrologie und Gartenarchitektur“ des Kulturbunds statt. 
Zu ihrem 125-jährigen Jubiläum hat die DGGL 2012 anlässlich einer Wanderausstellung die Geschichte des Vereins umfassend dokumentiert. Seit Oktober 2020 amtiert Stefan Schweizer in der Nachfolge von Jens Spanjer als Präsident der DGGL.

## Mitglieder
Mitglieder der DGGL sind vorwiegend Fachleute in öffentlichen Verwaltungen, Landschaftsarchitekten, Inhaber und Angestellte von Firmen des Garten- und Landschaftsbaus und von produzierenden Gartenbaubetrieben,  Lehrende und Studierende an Universitäten oder Fachhochschulen, aber auch viele interessierte Laien.

## Ziele und Aufgaben

### Gründungsziele
Ursprünglich ging es dem Verein deutscher Gartenkultur um die Vertretung berufsständischer Interessen von „Gartenkünstlern“, was heute den Gartengestaltern,  Gartenplanern und Landschaftsarchitekten entspricht. Auf der Agenda der Vorgängerorganisation der DGGL stand außerdem die Förderung der Gartenkunst, die Einrichtung einer Hochschulausbildung für Gartenkünstler. Von Anfang an war der Verein auch ein Diskussionsforum für die Weiterentwicklung der Gartenkunst.

### Aufgaben heute
Die DGGL engagiert sich heute generell für Gartenkunst und Landschaftskultur im öffentlichen und privaten Raum. Moderne Parks und Gärten, historische Anlagen, Kultur- und Naturlandschaften zu erhalten und weiterzuentwickeln, neue Stadträume und Landnutzungsformen und deren Auswirkungen auf den Freiraum zu untersuchen – dieses sind heute die Hauptanliegen der Deutschen Gesellschaft für Gartenkunst und Landschaftskultur (DGGL). Dazu zählt auch die Förderung zeitgenössischer Garten- und Landschaftsarchitektur.

## Aktivitäten
Die DGGL organisiert Vorträge und  Diskussionsveranstaltungen, gibt Stellungnahmen zu konkreten landschaftsplanerischen  Programmen und Vorhaben ab, und veranstaltet Aktionen zur Grünpolitik. Der Verein sieht sich als Forum für Informationsaustausch,  Diskussion und Fortbildung. Im gesamten Bundesgebiet  finden Veranstaltungen der Landesverbände und  Arbeitskreise statt: Vorträge und Diskussionen, Seminare  und Kongresse, Exkursionen und Studienreisen. Untergliedert ist die DGGL in 17 selbständige Landesverbände mit insgesamt ca. 2000 Mitgliedern. Die einzelnen Verbände bieten ihren Mitgliedern u. a. Weiterbildungen, Exkursionen und Reisen zu interessanten Gärten und Parks an.

### Arbeitskreise
Der Arbeitskreis Historische Gärten wurde 1963 in Bayern gegründet und versucht Impulse für die Gartendenkmalpflege zu geben. Initiatoren waren die Gartenarchitektin Gerda Gollwitzer und der bayerische Staatsgärtendirektor Christian Bauer. Ein Schwerpunkt dieses Arbeitskreises ist die Verdeutlichung des Denkmalbegriffs für historische Gärten und Kulturlandschaften. Daneben erarbeitet der Arbeitskreis Standards zur Erhaltung und Pflege von historischen Gärten und Parks.
Der Arbeitskreis Junge Landschaftsarchitekten geht zurück auf den bereits 1939 gegründeten „Arbeitskreis Junger Gestalter“. Er kümmert sich um den beruflichen Nachwuchs, schreibt u. a. regelmäßig Kleinwettbewerbe aus, und veranstaltet für Werkstattbesuche für Auszubildende und Studenten.

Der Arbeitskreis Landschaftskultur konzipiert Tagungen und Exkursionen zu seinem Generalthema „Landschaft als kulturelles Erbe“ und erarbeitet Publikationen und Stellungnahmen zu diesem Thema.

Unter dem Motto „Homo ludens – eins Stadt für alle“ kümmert sich der Arbeitskreis Spielraum um die Planung, Bereitstellung und Nutzung von Freiräumen für jung und alt in Städten und Gemeinden. Standards und Förderprogramme für eine altersgerechte Freiraumplanung sind vorrangige Ziele der Mitglieder dieses Arbeitskreises.

### Aus- und Fortbildung
Die DGGL hat einen Fonds zur Förderung des Berufsnachwuchses eingerichtet. Abschlussarbeiten an Universitäten und Fachhochschulen sowie Projekte werden daraus gefördert.  Auf junge Landschaftsarchitekten ist der DGGL-Förderwettbewerb "Ulrich-Wolf" ausgerichtet, der seit 1971 alle zwei Jahre ausgeschrieben wird. Mit dem Ideenwettbewerb ist die DGGL bestrebt, Studenten und Berufsanfänger im Bereich der Landschaftsarchitektur bis zum Alter von 35 Jahren zu fördern. Der erste Wettbewerb, der 1971 im Westpark Essen stattfand, war verbunden mit der Bundesgartenschau Essen.
Benannt ist der Wettbewerb nach Ulrich Wolf (1902–1967). Er war gelernter Gärtner, arbeitete u. a. in Moskau als Grünplaner, war von 1946 bis 1954 Hochschullehrer in Weihenstephan und anschließend Leiter des Garten-, Friedhofs- und Forstamtes der Stadt Düsseldorf.

### DGGL-Kulturpreis
Seit 2001 verleiht die Deutsche Gesellschaft für Gartenkunst und Landschaftskultur einen Kulturpreis für herausragende Leistungen auf dem Gebiet der Gartenkunst und Landschaftskultur. Sie würdigt damit Leistungen von Personen und Institutionen, die sich um die Förderung von Gartenkunst und Landschaftskultur verdient gemacht haben. Mit ihrem Kulturpreises möchte die DGGL ist die öffentliche Diskussion zu Gartenkunst und Landschaftskultur beleben. Verliehen wird der Kulturpreis jährlich vom Präsidenten der DGGL im Rahmen eines Festaktes. Die Preisträger erhalten ein Goldenes Lindenblatt und eine Urkunde.

### Veröffentlichungen
Die erste Publikation des Vereins war 1890 die „Zeitschrift für bildende Gartenkunst“, eine Monatszeitschrift des „Vereins der Gartenkünstler“. 1899 wurde sie umbenannt in Die Gartenkunst, und 1948 in „Garten + Landschaft“. Die Zeitschrift berichtet über Planungen und Projekte, von der Gartengestaltung bis zur Umweltplanung. 1956 übernahm der Verleger Georg D.W. Callwey, München die Herausgabe der Zeitschrift, wo sie bis heute verlegt wird.  Jährlich gibt die DGGL ein Jahrbuch heraus, in 7. Auflage erschien 2011 der DGGL-Reiseführer zu mehr als 1.500 privaten und öffentlichen Parks in Deutschland.

## DGGL-Akademie
Zu ihrem 125-jährigen Bestehen im Jahr 2012 gründete der Verein die DGGL-Akademie, ansässig im hessischen Schloss Wiesbaden-Biebrich. Der Park um das Schloss ist das letzte Werk des Gartengestalters Friedrich Ludwig von Sckell (1750–1823). Die Akademie versteht sich als Bildungszentrum für die Interessensgebiete der Gartenkultur, der Grün- und Freiraumplanung, sowie des Gartenbaus. Die Akademie befasst sich vorwiegend mit Themen, die sich der Gartenkunst, der Landschaftsarchitektur und der Landschaftsplanung widmen, wobei die interdisziplinärer Kooperation im Vordergrund steht.

## Deutsche Gartenbaubibliothek
Die Deutsche Gartenbaubibliothek ist die umfangreichste Sammelstelle für Gartenschrifttum im deutschen Sprachraum. Der Ursprung dieser umfangreichen Büchersammlung geht auf den „Verein zur Beförderung des Gartenbaus“ zurück, der 1822 gegründet wurde und der es sich u. a. zur Aufgabe gemacht hatte, eine Vereinsbibliothek aufzubauen. 1826 kam der erste Katalog mit 216 Titeln heraus. 1936 wurden die Buchbestände dieses Vereins, heute Deutsche Gartenbau-Gesellschaft 1822 (DGG), mit der Büchersammlung der DGGL bzw. ihrer Vorgängerorganisation und der Bibliothek des Reichsverbandes des deutschen Gartenbaues zur „Bücherei des deutschen Gartenbaus“ zusammengeführt. 2017 in „Deutsche Gartenbaubibliothek“ umbenannt, umfasst sie heute 56 000 Bände und 1700 Zeitschriftentitel, die online katalogisiert sind. Viele Titel sind deutschlandweit nur hier zu finden. Seit 1965 wird die Deutsche Gartenbibliothek von der Universitätsbibliothek der Technischen Universität Berlin betreut. Für Mitglieder der DGGL ist die Nutzung der Bibliothek kostenfrei.